# Shahrestān di Malekan
Lo shahrestān di Malekan (farsi شهرستان ملکان) è uno dei 19 shahrestān dell'Azarbaijan orientale, in Iran. Il capoluogo è Malekan. Lo shahrestān è suddiviso in 2 circoscrizioni (bakhsh): 
- Centrale (بخش مرکزی)
- Leylan (بخش ليلان), capoluogo Leylan.